# Oldtime Cruisers
Oldtime Cruisers är en klubb på ön Åland i huvudsak för raggare med intresse för äldre amerikanska raggarbilar och americana/rockabillykulturen

## Historia
Klubben grundades 1989 i Mariehamn på Åland för att skapa bättre förhållanden för raggarna i staden. Klubbens hela namn är egentligen Mariehamns Raggarklubb Oldtime Cruisers men kallas vanligen bara Oldtime Cruisers och har en gam som logotyp bland annat på sina klubbvästar. Till en början hyrdes klubblokal på olika ställen i Mariehamn men idag har klubben en egen motorgård i en före detta industrihall i Ringsböle ett tiotal kilometer utanför staden. 
Då föreningen alltid varit öppen för alla som är intresserade av raggarbilar och trevlig tillvaro har medlemsantalet ökat med åren och idag har klubben över hundratalet medlemmar, främst från Åland men även från Sverige och övriga Norden.

## Verksamhet

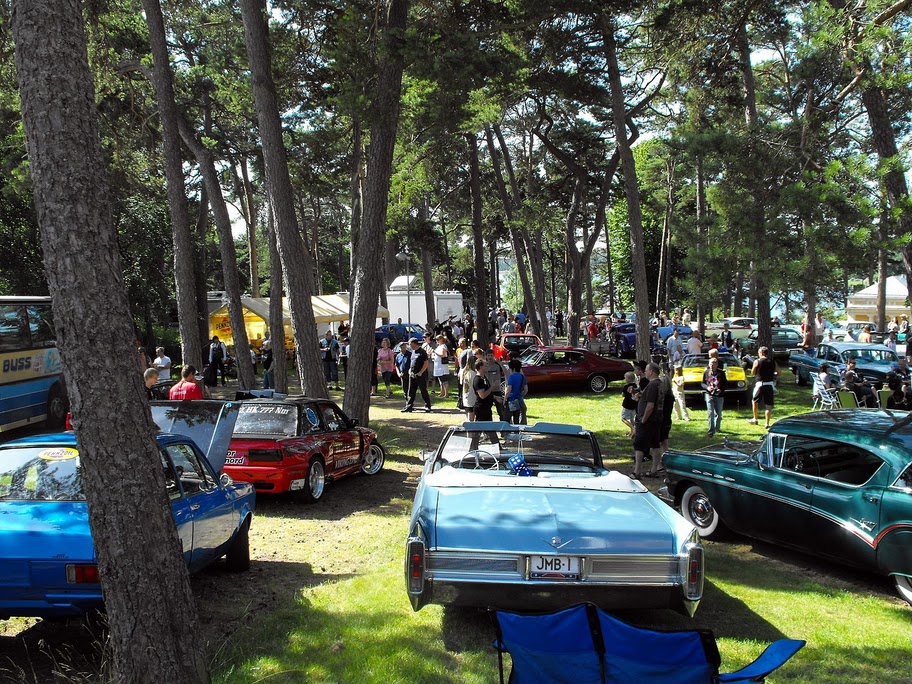
Utställning i Badhusparken 2009

Föreningens syfte är fortsatt att skapa bra förhållanden för raggare i allmänhet samt upprätthålla och utveckla motorintresse bland sina medlemmar och bland ungdomen och allmänheten. Man tar även del i andra föreningars och företags aktiviteter som till exempel jippon och liknande evenemang.
Varje sommar och varje vinter anordnar klubben en cruising från klubblokalen i Tingsbacka till Mariehamn. Vintercruisingen är en mindre tillställning medan sommarcruisingen har utvecklats till ett evenemang med tusentals besökare. Bland annat anordnas en populär bilutställning i Badhusparken och i samband med den försäljning och aktiviteter. Under 20-årsjubileet 2009 hade utställningen i Badhusparken 191 fordon.
Själva cruisingtåget inne i Mariehamn sker under turistsäsongen och raggarbilarna i centrum har gått från att vara störiga ungdomar till ett uppskattat inslag i stadsbilden.